# Campeonato Mundial de Judo de 1971
El VII Campeonato Mundial de Judo se celebró en Ludwigshafen (RFA) entre el 2 y el 4 de septiembre de 1971 bajo la organización de la Federación Internacional de Judo (IJF) y la Federación Alemana de Judo. 

## Medallistas

### Masculino
| Evento            | Oro                         | Plata                     | Bronce                                            |
| ----------------- | --------------------------- | ------------------------- | ------------------------------------------------- |
| –63 kg            | Takao Kawaguchi Japón       | Toyokazu Nomura Japón     | Choi Jong-Sam Corea del Sur Serguei Suslin URSS   |
| –70 kg            | Hisashi Tsuzawa Japón       | Hiroshi Minatoya Japón    | Dietmar Hötger · RDA · Antoni Zajkowski · Polonia |
| –80 kg            | Shozo Fujii Japón           | Masahiga Shigematsu Japón | Guy Auffray Francia David Starbrook Reino Unido   |
| –93 kg            | Fumio Sasahara Japón        | Nobuyuki Sato Japón       | Helmut Howiller RDA Chiaki Ishii Brasil           |
| +93 kg            | Willem Ruska · Países Bajos | Klaus Glahn RFA           | Hisakazu Iwata Japón Keith Remfry Reino Unido     |
| Categoría abierta | Masatoshi Shinomaki Japón   | Vitali Kuznetsov URSS     | Klaus Glahn RFA Shinobu Sekine Japón              |

## Medallero
| Núm. | País          | Oro | Plata | Bronce | Total |
| ---- | ------------- | --- | ----- | ------ | ----- |
| 1    | Japón         | 5   | 4     | 2      | 11    |
| 2    | Países Bajos  | 1   | 0     | 0      | 1     |
| 3    | RFA           | 0   | 1     | 1      | 2     |
| 3    | URSS          | 0   | 1     | 1      | 2     |
| 5    | RDA           | 0   | 0     | 2      | 2     |
| 5    | Reino Unido   | 0   | 0     | 2      | 2     |
| 7    | Brasil        | 0   | 0     | 1      | 1     |
| 7    | Corea del Sur | 0   | 0     | 1      | 1     |
| 7    | Francia       | 0   | 0     | 1      | 1     |
| 7    | Polonia       | 0   | 0     | 1      | 1     |
|      | TOTAL         | 6   | 6     | 12     | 24    |